# Camponotus olivieri
Camponotus olivieri är en myrart som beskrevs av Auguste-Henri Forel 1886. Camponotus olivieri ingår i släktet hästmyror, och familjen myror.

## Underarter
Arten delas in i följande underarter:
- C. o. concordius
- C. o. delagoensis
- C. o. freyeri
- C. o. infelix
- C. o. lemma
- C. o. moshianus
- C. o. nitidior
- C. o. olivieri
- C. o. osiris
- C. o. patersoni
- C. o. pax
- C. o. sorptus
- C. o. tenuipilis